# وزارة الإعلام (فلسطين)
وزارة الإعلام الفلسطينية تأسست وزارة الإعلام الفلسطينية تحت اسم «وزارة الإعلام والثقافة» وذلك عام 1994 بعد تأسيس السلطة الوطنية الفلسطينية، وكان ياسر عبد ربه أول وزير لها.

## مهام الوزارة
هي الوزارة المسؤولة عن متابعة إجازة مزاولة العمل لمؤسسات الإنتاج والبث الإعلامي الوطنية والأجنبية، ومنح البطاقات الصحفية للإعلاميين الفلسطينيين والأجانب العاملين في نطاق الأراضي الفلسطينية، وتسهيل عمل أعضاء الوفود الصحفية، من مقيمين وزائرين من خلال ترتيب الجولات الميدانية إلى المناطق الساخنة من فلسطين، وتنسيق لقاءاتهم بالمسؤولين وصناع القرار الفلسطينيين، فضلا عن إصدار النشرات الدورية وغير الدورية التعريفية بجوانب القضية الفلسطينية، وإنتاج الأفلام الوثائقية والتعبوية والملصقات في المناسبات الوطنية.

## وصلات خارجية
- الموقع الرسمي